# Andrew Rein
Andrew Rein (* 11. März 1958 in Stoughton, Wisconsin) ist ein ehemaliger US-amerikanischer Ringer. Er gewann die Silbermedaille bei den Olympischen Spielen 1984 in Los Angeles im freien Stil im Leichtgewicht.

## Werdegang
Andrew Rein wuchs in Stoughton (Wisconsin) auf und besuchte dort eine High School, in der er auch mit dem Ringen begann. Er spezialisierte sich dabei auf den freien Stil. In den Jahren 1975 und 1976 erzielte er seine ersteren größeren Erfolge, als er Meister von Wisconsin im Bantam- bzw. Federgewicht wurde. Ab 1978 besuchte er die University of Wisconsin–Madison. An dieser Universität studierte Andrew Rein Agricultural Economics. Er schloss dieses Studium später mit den Rängen eines Bachelors und eines Masters ab.
An dieser Universität setzte er aber auch das Ringen fort und hatte dabei in Duane Kleven einen der besten US-amerikanischen Trainer. 1979 belegte er bei den NCAA Division I Collegiate Championships (= US-amerikanische Studentenmeisterschaften) im Leichtgewicht noch den 6. Platz, aber bereits ein Jahr später gewann er diese Meisterschaft im Leichtgewicht. Vorher war er auch schon Midland-Champion geworden.
Andrew Rein startete daneben auch bei den USA-Meisterschaften der AAU (Amateur Athleten Union). Nach einem 5. Platz im Jahre 1980, wurde er 1981 und 1982 USA-Meister im Leichtgewicht. Andrew Rein musste sich in jenen Jahren in den Vereinigten Staaten vor allem mit James Humphrey, Andre Metzger und Nate Carr um die Startplätze bei den internationalen Meisterschaften auseinandersetzen. Diese vier Ringer waren ziemlich gleichwertig, was die Tatsache zeigt, dass sie in den 1980er Jahren alle zu internationalen Einsätzen kamen und alle dabei auch Medaillen bei den Olympischen Spielen bzw. den Weltmeisterschaften errangen.
Die internationale Karriere von Andrew Rein begann bei den Panamerikanischen Spielen im Jahre 1979 in San Juan in Puerto Rico. Er siegte dabei im Leichtgewicht vor dem starken kubanischen Ringer José Ramos und dem Kanadier Egon Beiler. 1981 kam er auch bei den Weltmeisterschaften in Skopje zum Einsatz. Er konnte dort mit fünf Siegen durchaus überzeugen, gewann aber keine Medaille, weil er im Pool-Finale gegen Saipulla Absaidow aus der UdSSR verlor und im Kampf um die Bronzemedaille auch gegen den Bulgaren Kamen Penew knapp unterlegen war.
1984 erkämpfte sich Andrew Rein in der Olympiaausscheidung (Trials) das Startrecht gegen Andre Metzger und Nate Carr. In Los Angeles kämpfte er sich im Leichtgewicht bis in das Finale vor, unterlag aber dort dem Südkoreaner You In-tak, den er vorher bei anderen Anlässen schon mehrere Male besiegt hatte und musste deshalb mit der Silbermedaille, die aber immer noch ein großer Erfolg für ihn war, zufrieden sein.
Nach einem 2. Platz bei einem internationalen Turnier in Tokio 1985, das von den japanischen Veranstaltern mit dem hochtrabenden Titel "World-Super-Championships" ausgestattet wurde, aber ein normales Einladungsturnier ohne Weltmeisterschaftsrang war, hinter dem überragenden sowjetischen Sportler Arsen Fadsajew beendete Andrew Rein seine internationale Ringerlaufbahn.
Schon während seiner Ringerkarriere arbeitete er für Procter & Gamble, ist aber seit 1986 Cheftrainer an der University of Wisconsin für das Freistilringen.

## Erfolge
international
- 1979, 1. Platz, Panamerikanische Meisterschaften in San Juan, Puerto Rico, F, Le, vor José Ramos, Kuba u. Egon Beiler, Kanada;
- 1981, 4. Platz, WM in Skopje, F, Le, mit Siegen über Raúl Cascaret Fonseca, Kuba, Rene Nayer, Schweiz, Makakuru Kaminura, Japan, Zoltán Szalontai, Ungarn u. You In-tak, Südkorea u. Niederlagen gegen Saipulla Absaidow, UdSSR u. Kamen Penew, Bulgarien;
- 1982, 2. Platz, World Cup in Toledo (Ohio), F, Le, hinter Michail Tscharatschura, UdSSR u. vor Joe Dell'Acquila, Kanada u. You In-tak;
- 1983, 1. Platz, Turnier in Tiflis, F, Le;
- 1984, Silbermedaille, OS in Los Angeles, F, Le, mit Siegen über Georgios Athanasiadis, Griechenland, Rene Nayer, Zsigmond Kelevitz, Australien u. Jukka Rauhala, Finnland u. einer Niederlage gegen You In-tak;
- 1985, 2. Platz, World-Cuper-Championships (inoffiziell) in Tokio, F, Le, hinter Arsen Fadsajew, UdSSR u. vor Yoshihiko Hara, Japan;

national
- 1978, 2. Platz, NCAA-Champ., F, Le, hinter Dan Hicks u. vor Scot Trizzino,
- 1979, 6. Platz, F. Le, hinter Dan Hicks, Scott Trizzino, Mike Mathis, Lee Roy Smith u. Andre Metzger
- 1980, 1. Platz, NCAA-Champ., F, Le,
- 1980, 5. Platz, AAU-Champ., F, Le, hinter James Humphrey, Andre Metzger, Scott Trizzano u. Doug Parise,
- 1981, 1. Platz, AAU-Champ., F, Le, vor Lewis Sonderoth, Tihamer Toth-Fejel u. Davis Frozen,
- 1982, 1. Platz, AAU-Chamo., F, Le, vor Andre Metzger, Bill Nugent u. Lewis Sonderoth

(Erl.: OS = Olympische Spiele, WM = Weltmeisterschaften, F = freier Stil, Le = Leichtgewicht, damals bis 68 kg Körpergewicht)